# LOVE NATION 〜winter collection〜
『LOVE NATION 〜winter collection〜』（ラヴ・ネーション ウィンター・コレクション）は、2008年12月10日にrhythm zoneから発売されたコンピレーション・アルバムである。

## 概要
モデル・益若つばさが選曲した、「冬に聴きたい曲」全14曲を収録したコンピレーション・アルバムである。ジャケットにも益若の写真が起用されている。

## 収録曲
1. EXILE / I Believe
2. SoulJa×Yukie / そばにいるね
3. BoA / Every Heart -ミンナノキモチ-
4. COLOR / Midnight call
5. 詩音 / 春夏秋冬
6. CLIFF EDGE & MAY'S / Dear...
7. twenty4-7 / Get A Life
8. SOFFet / 恋唄 with SEAMO
9. EMI MARIA / I gotta-Winter Kiss-
10. エイジアエンジニア / 一人のメリークリスマス
11. DOUBLE / Winter Love Song
12. NATURAL8 / FAVOR
13. m-flo / come again
14. 倖田來未 / 夢のうた